# Anasaitis milesae
Espèce
Anasaitis milesae est une espèce d'araignées aranéomorphes de la famille des Salticidae.

## Distribution
Cette espèce est originaire des Caraïbes.
Cette espèce a été découverte en Angleterre à Penryn.

## Description
La carapace du mâle holotype mesure 1,48 mm de long sur 0,98 mm et l'abdomen 1,35 mm de long sur 0,88 mm et la carapace de la femelle paratype mesure 1,63 mm de long sur 1,13 mm et l'abdomen 1,88 mm de long sur 1,25 mm.

## Systématique et taxinomie
Cette espèce a été décrite par Logunov en 2024.

## Étymologie
Cette espèce est nommée en l'honneur de Claire Miles (1958–2023). 

## Publication originale
- Logunov, 2024 : « Salticidae (Araneae) imported to the United Kingdom, with description of a new, non-native, species of Anasaitis Bryant, 1950. » Arachnology, vol. 19, no 7, p. 1036-1042.